# Hoogovenstoernooi 1992
Het Hoogovenstoernooi 1992 was een schaaktoernooi dat plaatsvond in het Nederlandse Wijk aan Zee. Het werd gewonnen door Valeri Salov.

## Eindstand
| Nr.   | Speler                | Punten |
| ----- | --------------------- | ------ |
| Goud  | Valeri Salov          | 8½     |
| Goud  | Boris Gelfand         | 8½     |
| Brons | Viktor Kortsjnoj      | 7½     |
| Brons | Robert Hübner         | 7½     |
| 5     | Jeroen Piket          | 6½     |
| 5     | Vladimir Jepisjin     | 6½     |
| 5     | Yasser Seirawan       | 6½     |
| 5     | Predrag Nikolić       | 6½     |
| 9     | John van der Wiel     | 6      |
| 9     | Gyula Sax             | 6      |
| 9     | Loek van Wely         | 6      |
| 12    | John Nunn             | 5½     |
| 12    | Joris Brenninkmeijer  | 5½     |
| 14    | Alfonso Romero Holmes | 4      |